# Lygisaurus foliorum
Espèce
Synonymes
- Ablepharus burnetti Oudemans, 1894
- Heteropus blackmanni De Vis, 1885
- Lygisaurus burnetti (Oudemans, 1894)

Lygisaurus foliorum est une espèce de sauriens de la famille des Scincidae.

## Répartition
Cette espèce est endémique d'Australie. Elle se rencontre au Queensland et en Nouvelle-Galles du Sud.

## Publication originale
- De Vis, 1884 : New Queensland lizards. Proceedings of the Royal Society of Queensland, vol. 1, p. 77-78 (texte intégral).